# Francesc de Borja Moll
Pour les articles homonymes, voir Moll et Casasnovas.
Francesc de Borja Moll i Casasnovas (né à Ciutadella (Minorque) le 10 octobre 1903 et mort à Palma de Majorque le 18 février 1991) est un linguiste et philologue espagnol de langue catalane. Auteur de nombreuses œuvres sur le catalan et les variantes parlées des îles Baléares.

## Biographie
Il prépare en coordination avec Antoni Maria Alcover le Dictionnaire catalan-valencien-baléare, œuvre lexicographique considérable qui vise à rassembler de façon exhaustive le lexique des dialectes du catalan.
Dans les années 1930 il participe à l'élaboration de l'Atlas linguistique de la péninsule Ibérique (ALPI).
En 1971 il reçoit le Prix d'honneur des lettres catalanes, et en 1983 la Médaille d'or de la Généralité de Catalogne.
En 2007, est inauguré un espace multifonctionnel portant son nom à Mahón

## Œuvres
- Supplément catalan au Romanisches etymologisches Wörterbuch (1931)
- Cançons populars mallorquines (1934)
- Rudiments de gramàtica normativa (1952)
- Els llinatges catalans (1959,  (ISBN 84-273-0425-0))
- Un home de combat: Mossèn Alcover (1962)
- Epistolari del Bisbe Carsalade a Mossèn Alcover (1965,  (ISBN 8-427-34042-7))
- Cinc temes menorquins (1979)
- Els meus primers trenta anys 1903-1934 (1970,  (ISBN 8-427-30201-0))
- Polèmica d'en Pep Gonella (1972).
- L'home per la paraula (1974,  (ISBN 8-427-30371-8))
- Els altres quaranta anys 1935-1974 (1975,  (ISBN 8-427-30408-0))
- Diccionari Català-Castellà (1977)
- Diccionari Castellà-Català (1978)
- El parlar de Mallorca (1980,  (ISBN 8-427-30633-4))
- Textos i estudis medievals (1982,  (ISBN 8-472-02517-9))
- Aspectes marginals d'un home de combat (Mossèn Alcover) (1983)
- "Autobiografía intelectual", Anthropos 44, 1984, p. 7.
- "L'aventura editorial d'un filòleg", Anthropos44, 1984, p. 17.
- Curso breve de español para extranjeros: elemental (1991,  (ISBN 8-427-30030-1) )
- Curso breve de español para extranjeros: superior (1991,  (ISBN 8-427-30349-1))
- Promptuari d'ortografia (1999,  (ISBN 84-273-0032-8))
- Epistolari Joan Coromines-Francesc de Borja Moll (2000)
- Diccionari escolar Català-Castellà, Castellà-Català (2001,  (ISBN 8-427-30836-1))
- Exercicis de gramàtica  (ISBN 8-427-30180-4)
- Gramàtica catalana  (ISBN 8-427-30044-1)
- Llengua de les Balears 1  (ISBN 8-427-30002-6)
- Llengua de les Balears 2  (ISBN 8-427-30004-2)